# Palais Foscari del Prà
Le palais Foscari del Prà ou Palazzetto Foscari del Prà (ou simplement Foscari) est un palais de Venise, dans le sestiere de Cannaregio (N.A.4201) , près de l'Église Santa Sofia.